# Rombacher Hütte

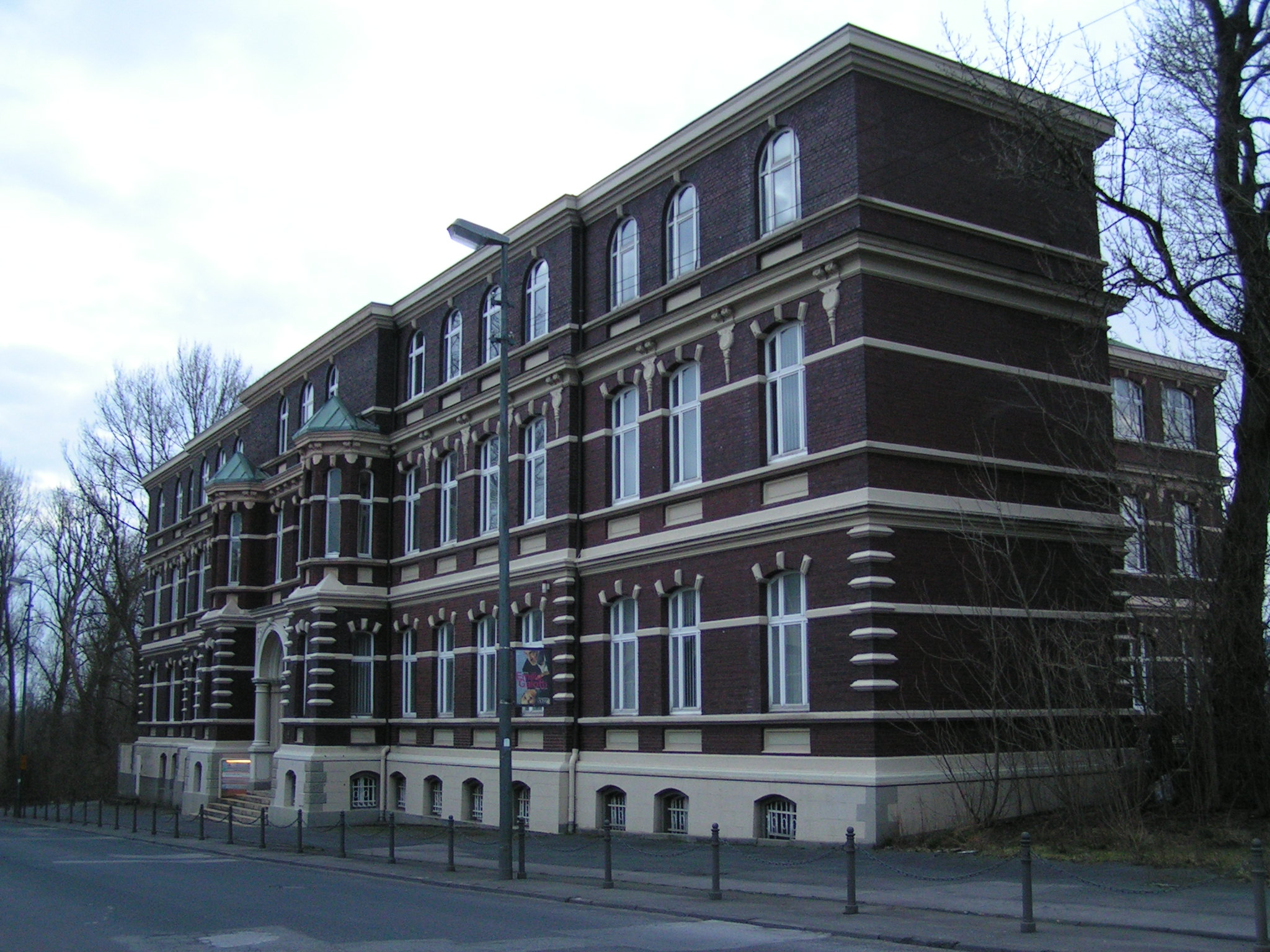
Das ehemalige Verwaltungsgebäude der Westfälischen Stahlwerke

Rombacher Hütte ist der populäre Name eines alten Industriegeländes im Bochumer Stadtteil Weitmar bzw. des früher auf diesem Gelände produzierenden Hüttenwerkes, das ab 1889 von der Westfälischen Stahlwerke AG errichtet wurde und später als „Werk Weitmar“ zum Bochumer Verein gehörte.

## Geschichte

### Aufstieg
Die Westfälische Stahlwerke AG wurde im Jahre 1889 von Heinrich Köhler gegründet, der das Unternehmen rund 15 Jahre als Generaldirektor (Vorstandsvorsitzender) leitete – volkstümlich wurde das Werk daher „Köhlers Fabrik“ genannt. Heinrich Köhler hatte zuvor unter Jacob Mayer das Bessemerwerk des Bochumer Vereins geleitet und hatte sich auch im Jahr 1870 an der Errichtung der Firma Neues Stahlwerk Daelen, Schreiber & Co., die später zum „Werk Stahlindustrie“ des BV wurde, beteiligt. Bis zum Jahr 1900 prosperierte das Werk, so dass schließlich 1700 Mann beschäftigt wurden und neben einem eigenen Siemens-Martin-Stahlwerk mit 5 Öfen von 20 bis 80 t Einsatzgewicht mehrere Walzstraßen und mechanische Betriebe eingerichtet waren, die vorwiegend Eisenbahnmaterial herstellten. Insbesondere der Bau von Weichen und kompletten Radsätzen war eine Spezialität des Werkes, aber auch Stahlgussstücke bis zu 50 t wurden hergestellt.

### Wechselvolle Zeiten

Ansicht der Westfälische Stahlwerke AG um 1910

Nach 1900 hatte man sich durch den Kauf der Marienhütte in Siegen-Eiserfeld sowie einiger Siegerländer Eisensteingruben und Ausbauten im Bochumer Werk finanziell übernommen: Allein das 1905 beschlossene Ausbauprogramm erforderte bis zur Inbetriebnahme des neuen Siemens-Martin-Stahlwerks mit fünf Öfen sowie der neuen Schienen-Walzstraße im Verlauf des Jahres 1907 Baukosten in Höhe von 10,5 Millionen Mark anstelle der im Vorfeld per Kredit und Kapitalerhöhung finanzierten 7 Millionen Mark.

Querschnitt des 1908 fertiggestellten Siemens-Martin Stahlwerkes

Das neue Martin-Stahlwerk konnte schließlich im Januar 1908 in Betrieb genommen werden. Die 40/50t SM-Öfen waren für flüssigen Einsatz vorbereitet, da weitergehende Pläne für die Errichtung einer nahegelegenen eigenen Hochofenanlage existierten. Die Westfälische Stahlwerke AG wurde während des Ersten Weltkriegs aufgrund ihrer Kapitalprobleme von der oberschlesischen Bismarckhütte AG übernommen. Friedrich Flick, der Hauptaktionär der Bismarckhütte AG, gliederte das Bochumer Werk seinem Unternehmen als „Westfalenstahlwerk“ ein, schon 1921 wurde es aber an die Rombacher Hüttenwerke AG verkauft.
Da sich die Rombacher Hüttenwerke AG jedoch Mitte 1925 in finanziellen Schwierigkeiten befand und faktisch von einem Bankenkonsortium geleitet wurde, wurden Ende 1925 Verhandlungen zur Übernahme der Westfälische Stahlwerke AG durch den Bochumer Verein aufgenommen.

### Bochumer Verein und Krupp

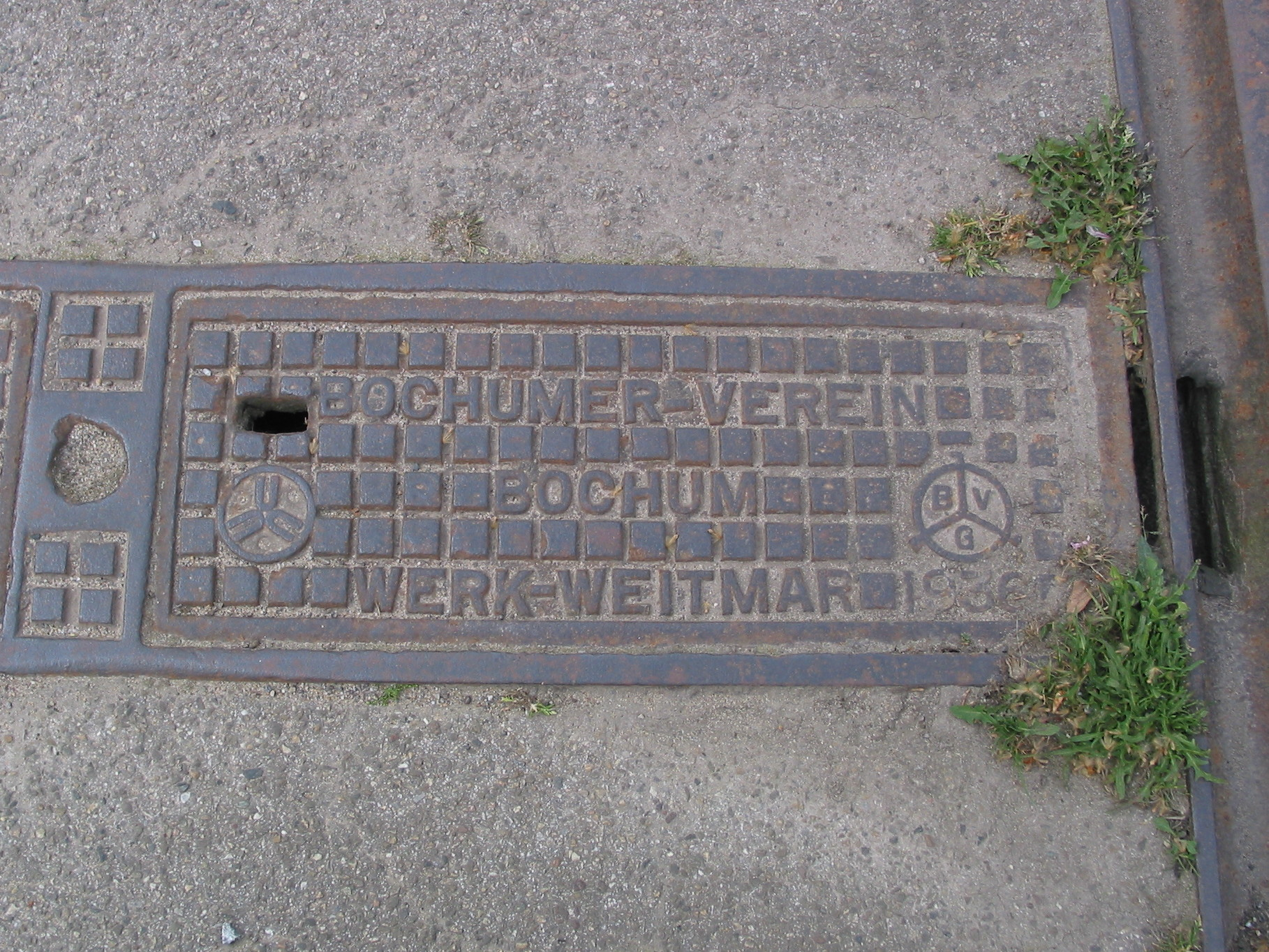
Gußdeckel aus dem Werk Weitmar

Durch die Eingliederung des BV in die Vereinigte Stahlwerke AG wurde die Westfälische Stahlwerke AG mit ihren mittlerweile sieben SM-Öfen, Walzstraßen und Radreifenwalzwerk schließlich 1926 von den Banken an die Vereinigte Stahlwerke AG verkauft. Das Werk besaß schon Eisenbahnanschluss an die Trasse der ehemaligen Bergisch-Märkische Eisenbahn-Gesellschaft nahe dem jetzigen S-Bahnhaltepunkt Bochum-Ehrenfeld, sowie an die Kohlensammelbahn Hasenwinkeler Kohlenweg in Weitmar über den Anschluss der ehemaligen Zeche General, 1926 wurde das Weitmarer Werk darüber hinaus über einen neuen Bahnanschluss an das Stahlwerk Höntrop und damit auch an das Werk Alleestraße angebunden. Die SM-Öfen wurden aufgrund der bestehenden Überkapazitäten 1928 von den Vereinigten Stahlwerken stillgelegt. Mit der Verselbstständigung des Bochumer Vereins zum 1. Januar 1934 wurde „Köhlers Fabrik“ als „Werk Weitmar“ in den BV eingegliedert. Ab 1935 wurde das Werk bedingt durch die Rüstungsprojekte des Dritten Reichs, insbesondere den Auftrag zur Produktion schwerer Panzerkuppeln für den Westwall schrittweise modernisiert und wieder in Betrieb genommen: 1935 wurden drei der SM-Öfen als „Stahlwerk IV“ des BV wieder angefahren, die restlichen vier Öfen bis 1938 abgerissen und durch drei ferngasbeheizte Öfen mit je 70 t Kapazität ersetzt. Auch die Gießhalle wurde vergrößert und mit neuen Krananlagen ausgestattet, das 850er Schienenwalzwerk wurde modernisiert.
Im Jahr 1965 übernahm die Fried. Krupp Hüttenwerke AG den Bochumer Verein mit dem „Werk Weitmar“. Bereits 1968 wurde das Stahlwerk 4 stillgelegt, im Laufe der Jahre 1969/70 dann das gesamte Werk.

## Gegenwart
Die Stadt Bochum kaufte drei Areal von der Firma Krupp mit finanzieller Unterstützung des Landes NRW für 35 Millionen Mark im Dezember 1980, darunter das Gelände der Rombacher Hütte. Es war das erste Industrieareal, das die Stadt selbst erwarb, um dort neue Betriebe anzusiedeln. Die Umwandlung des mittlerweile stark bewachsenen Geländes in ein Gewerbegebiet war von Protesten der Anwohner begleitet, die nach Jahrzehnten der Staubbelastung durch das alte Werk nun neue Belästigungen fürchteten.
Das 1896 errichtete Verwaltungsgebäude des Hüttenwerkes an der Kohlenstraße wurde 1984 bis 1985 durch den Bochumer Architekten Kurt Peter Kremer saniert und wird seitdem als „Ingenieur Zentrum Bochum“ genutzt, es steht heute unter Denkmalschutz. Das Hüttenwerks-Gelände selbst ist heute ein Gewerbepark, u. a. ist dort der Sitz von ThyssenKrupp Automotive Systems. Auch eine große Diskothek siedelte sich dort an, lange über die Stadtgrenzen hinaus bekannt unter dem Namen Tarm Center. Von den umfangreichen Fabrikanlagen des Hüttenwerkes sind nur geringe Reste erhalten; erst 2008 wurde eine an der Kohlenstraße liegende umgenutzte Maschinenhalle aus der Zeit vor 1914 abgerissen, um der Erweiterung eines Gewerbebetriebes Platz zu machen.
Seit März 2014 wird der Standort auch in der Route der Industriekultur, Themenroute Bochum aufgeführt.
Im Verlauf der A448 wird der 1984 eröffnete und 560 m lange Tunnel Rombacher Hütte durchfahren.